# Шерон Марш
Шерон Марш (англ. Sharon Marsh) — персонаж мультипликационного сериала «Южный парк», мать одного из главных героев сериала — Стэна Марша и второстепенной героини Шелли Марш, жена Рэнди Марша. В ранних эпизодах сериала (например в эпизоде «Смерть») Шерон иногда называют Кэрол.
Джимбо Керн является дядей Стэна. Долгое время фанаты считали, что он брат Шерон, и Керн (англ. Kern) — её девичья фамилия. Однако, в эпизоде «Я и моё будущее» выясняется, что её девичья фамилия — Кимбл (англ. Kimble), а позже стало окончательно известно, что Джимбо является сводным братом Рэнди.
Шерон — возможно, лучшая мать среди всех матерей главных персонажей сериала. Она любящая, добрая женщина, которая укладывает сына спать, перед сном рассказывая ему сказки или обсуждая интересные события. В эпизоде «Полотенчик» дети расспрашивают её про найденный в туалете тампон (который мальчики принимают за выкидыш), Шерон, чтобы ребята поскорее забыли об этом случае, покупает им желанную приставку Okama Gamesphere. В серии «Страшная рыбка» она подозревает Стэна в массовых убийствах людей, но не ругает его, а старается скрыть следы преступлений. Однако, она легко поддаётся чужому влиянию. Так, в эпизодах «Всё ради поражения» и «Кубок Стэнли» её попытки влиять на абсурдные поступки её мужа Рэнди Марша ни к чему не приводят, либо же она сама поддаётся влиянию толпы, к которой принадлежит и он, например, в эпизоде «Клизма и дерьмо». В фильме «Саут-Парк: большой, длинный и необрезанный» под влиянием Шейлы Брофловски она вступает в партию «Матери против Канады», способствуя началу американо-канадской войны.
Судя по фильму «Саус-Парк: большой, длинный и необрезанный» и игре Палка истины, Шерон работает секретарём в «Ринопластической клинике Тома».
Шерон Марш считается красоткой. В серии «Маленькие борцы с преступностью» Баттерс пытается добыть образец своей спермы, что получается у него, когда он задумывается о груди мамы Стэна. В эпизоде «Детский сад» шестиклассники требуют у Стэна фотографию груди его мамы, которую они считают «самой классной в мире». Интересно, что при этом у нарисованной в стиле «Южного парка» Шерон не видно никаких признаков груди вообще (за исключением эпизода «Возвращение братства кольца в две башни», где она раздевается).
Судя по всему, Шерон в приятельских отношениях с Шейлой Брофловски. Они мило общаются, например, в эпизодах «Два голых парня в горячей ванне», «Алчность краснокожего», «Кое-что о том, как пришёл Wall-Mart».
Несколько раз в сериале Шэрон расходилась с Рэнди. Так, в эпизоде «Домики для игр» она ненадолго расстаётся с Рэнди и живёт с неким Роем, а в эпизодах «Стар ты стал» они поссорились из-за увлечения Рэнди твин-вейвом и сошлись обратно только в конце серии «Ассбургеры».
День рождения Шэрон — 16 декабря.